# Francesco Palazzi
Francesco Palazzi (Fano, 1533 – Nicosia, 1570) è stato un militare italiano.
Condottiero, colonnello durante la guerra di Cipro, si distinse nella difesa di Famagosta, fu ucciso combattendo a Nicosia assieme ad un altro fanese, tal Battista, forse di nome Carlo.